# Phryganea miocenica
Phryganea miocenica är en nattsländeart som beskrevs av Cockerell 1913. Phryganea miocenica ingår i släktet Phryganea och familjen broknattsländor. Inga underarter finns listade i Catalogue of Life.